# تشاه بنيلي (غناباد)
تشاه بنيلي (بالفارسية: چاه بنیلی) هي قرية تقع في منطقة مركزية ريفية في إيران.